# Francisca Jorge
Francisca Jorge (21 de abril de 2000) es una tenista profesional de Portugal.
Jorge tiene un ranking de individuales WTA más alto de su carrera, No. 184, logrado el 22 de abril de 2024. También es No. 249 en dobles, con un ranking WTA más alto de su carrera, No. 123 en dobles, logrado el 24 de abril de 2023.
Jorge es la hermana mayor de la también tenista Matilde Jorge.

## Títulos WTA 125s

### Dobles (2–0)
| Resultado | Fecha               | Torneos | Superficie    | Pareja        | Oponentes en la final               | Resultado |
| --------- | ------------------- | ------- | ------------- | ------------- | ----------------------------------- | --------- |
| Campeona  | 6 de enero de 2024  | Oeiras  | Tierra batida | Matilde Jorge | Harriet Dart Kristina Mladenovic    | 6-0, 6-4  |
| Campeona  | 20 de abril de 2025 | Oeiras  | Tierra batida | Matilde Jorge | Anastasia Dețiuc Patricia Maria Țig | 6-1, 6-2  |